# Sarobaratra
Sarobaratra is een plaats en gemeente in Madagaskar gelegen in het district Tsaratanana van de regio Betsiboka. Er woonden bij de volkstelling in 2001 ongeveer 6000 mensen.
In deze plaats is alleen basisonderwijs beschikbaar. 65% van de bevolking is landbouwer en 34% is werkzaam in de veeteelt. Het belangrijkste gewas is rijst, maar er wordt ook pinda's en mais verbouwd. 0,5% van de bevolking is werkzaam in de dienstensector en de overige 0,5% van de bevolking voorziet in zijn levensbehoefte via de visserij.